# HAPINAHA
HAPINAHA（ハピナハ）は沖縄県那覇市国際通りにあった総合型観光商業施設。

## 概要
- 57年間営業を続け、2014年9月に閉館した沖縄三越の跡に2015年3月12日に開店した[1]。由来は「ハッピー」と「ナハ」を合わせたもので、「楽しい思い出がたくさん詰まっている」というイメージ[2]。
- 1階は「Happy Sweets Street」「Happy Gourmet Marche」、2階は「Happy Kirakira! Paradise」「大衆割烹えびす」。3階は「よしもと沖縄花月」[3]、4階から6階は「沖縄おもろおばけ屋敷」でともに吉本興業が運営していた。
- リウボウのリウボウ商事が運営。2017年6月末で閉館。施設を取り壊した跡地で再開発を行い[4]、その後旧那覇タワー跡地との一体開発を予定していたが[5]、再開発が7～10年後になる見通しの為、再開発までの間、新たなテナントを入れて2019年に再稼働させる方針を明らかにした[6][7]。
- その後は「琉球王国市場」（2018年12月1日～2019年9月7日）「国際通りのれん街」（2020年2月1日～2025年3月23日）と入れ替わったが、リウボウが取り壊して再開発を決定、沖縄唯一の地下街としては10年弱の歴史の幕を閉じた。